# 廉政英雌
《廉政英雌》（英語：Corruption Doesn't Pay），又名《廉政英雌之火槍柔情》和別名《法網英雌》，是香港電視廣播有限公司製播的時裝電視劇，全劇共20集，監製王心慰。
主要演員有鄧萃雯、關詠荷、商天娥、李子雄、方中信、劉　江、曾偉權、張英才、黎　宣、李成昌及張國強等。
本電視劇為無綫電視首部自行製作的廉政公署題材原創電視劇，內容並非根據廉署完成調查的真實個案改編。

## 故事大綱
香港廉政公署擁有精良的人馬，其中包括不少英勇破案的女士，《廉政英雌》透過一連串的個案，講述劇中三位經常出任艱巨任務的英雌撲滅貪污，工作上顯默契，生活中亦是好姊妹。
潘慰欣（鄧萃雯飾）為全香港唯一的女子火槍隊隊員，具有過人的槍法，在一次逮捕行動中，慰欣大顯雌威，不僅制服歹徒，並救回人質甘寶妮（關詠荷飾），自此寶妮視慰欣為偶像，決心加入廉政公署。而接受嚴格特殊訓練後的寶妮，處事率直、拚搏、富正義感，很快便與慰欣和中蓮（商天娥飾）擔任臥底，合力立下大功。

## 演員表
| 演員               | 角色   | 關係／暱稱                   |
| ------------------ | ------ | ---------------------------- |
| 廉政公署行動組人員 |        |                              |
| 李子雄             | 卓 明  | 人稱卓官潘慰欣的男朋友       |
| 關詠荷             | 甘寶妮 | 莊文軒的女朋友               |
| 鄧萃雯             | 潘慰欣 | 卓明的女朋友                 |
| 商天娥             | 池中蓮 | 人稱師奶郭家安的太太         |
| 李成昌             | 簡國標 |                              |
| 何英偉             | 余其方 | 人稱余公子                   |
| 鄭柏麟             | 張志權 | 人稱COOL MAN                 |
| 其他演員           |        |                              |
| 方中信             | 莊文軒 | 甘寶妮的男朋友               |
| 曾偉權             | 郭家安 | 池中蓮的丈夫                 |
| 張國強             | 馬其昌 |                              |
| 劉 江              | 布少祥 | 政府醫院營養師／甘寶妮的後父 |
| 陳梅馨             | 葉麗茹 | 兒童中心教師                 |